# David Sanborn
David William Sanborn (* 30. července 1945 Tampa, Florida USA – 12. května 2024) byl americký saxofonista a hudební skladatel.
Ve svých čtrnácti letech hrál s Albertem Kingem a Little Miltonem. V roce 1967 se stal členem skupiny The Butterfield Blues Band. Později spolupracoval s hudebníky jako jsou George Benson, Hubert Laws, Todd Rundgren, Bruce Springsteen, David Bowie nebo Roger Waters, se kterým nahrál album The Pros and Cons of Hitch Hiking vydané v roce 1984. Rovněž hrál s českou skupinou Monkey Business na albu Kiss Me on My Ego. První album pod svým jménem vydal v roce 1975 pod názvem Taking Off.